# Kościół Ducha Świętego w Laskowicach
Kościół Ducha Świętego – rzymskokatolicki kościół filialny, znajdujący się we wsi Laskowice (gmina Lasowice Wielkie), należący do parafii Matki Boskiej Bolesnej w Tułach w dekanacie Zagwiździe, diecezji opolskiej.

## Historia kościoła
Istniejący w Laskowicach drewniany kościółek pochodzący z 1686 roku, okazał się za mały dla mieszkańców wsi. Podjęto decyzję o budowie nowej świątyni. W 1984 roku, ówczesny proboszcz parafii, ksiądz J. Adamski uzyskał w diecezji opolskiej zgodę na budowę nowego kościoła. W 1985 roku ksiądz bp Jan Wieczorek poświęcił plac i jeszcze tego samego roku rozpoczęto prace budowlane. 7 czerwca 1987 roku nastąpiło wmurowanie kamienia węgielnego, którego dokonał ks. bp. Jan Bagiński. 21 maja 1994 roku przywieziono i ustawiony kamienny ołtarz. Jesienią 1994 roku wmontowano piec, a w grudniu 1994 roku rozpoczęto ustawiać na głównej ścianie kościoła scenę zesłania Ducha Św. W kwietniu 1995 roku przeniesiono trzy dzwony ze starego kościoła. 2 czerwca 1995 roku zakończono wszystkie prace budowlane i wykończeniowe. 4 czerwca 1995 roku, nastąpiła konsekracja kościoła, której dokonali biskup Ambrosius Dojliba z Sokodé w Togo i biskup ordynariusz opolski Alfons Nossol.